# Сребробрюшковые
Сребробрюшковые (лат. Leiognathidae) — семейство лучепёрых рыб из отряда окунеобразных (Perciformes). В состав семейства включают 10 родов с 51 видом. Распространены в Индо-Тихоокеанской области.

## Описание
Тело высокое, сильно сжато с боков, покрыто мелкой чешуёй. Голова без чешуи, на верхней части костные гребни. Жаберные перепонки сращены с межжаберным промежутком. Рот небольшой, выдвижной. Нет зубов на нёбной кости. Длинный спинной плавник с 8—9 жёсткими лучами, передние лучи несколько удлинённые; мягких лучей 14—17. В анальном плавнике три колючих и 14 мягких лучей. Спинной и анальный плавники могут складываться в бороздку, покрытую чешуёй. Колючие лучи спинного и анального плавников имеют замыкающие механизмы. Позвонков 22—23. У всех видов есть специализированный светящийся орган, расположенный у пищевода. В светящемся органе находятся симбиотические биолюминесцентные бактерии, которые испускают свет, проходящий через нижнюю часть тела рыб. У большинства видов обнаружен только один вид бактерий Photobacterium leiognathi, но у двух видов Photopectoralis panayensis и Photopectoralis bindus также присутствует Photobacterium mandapamensis. Наблюдаются межвидовые и половые различия в структуре и форме светящегося органа.

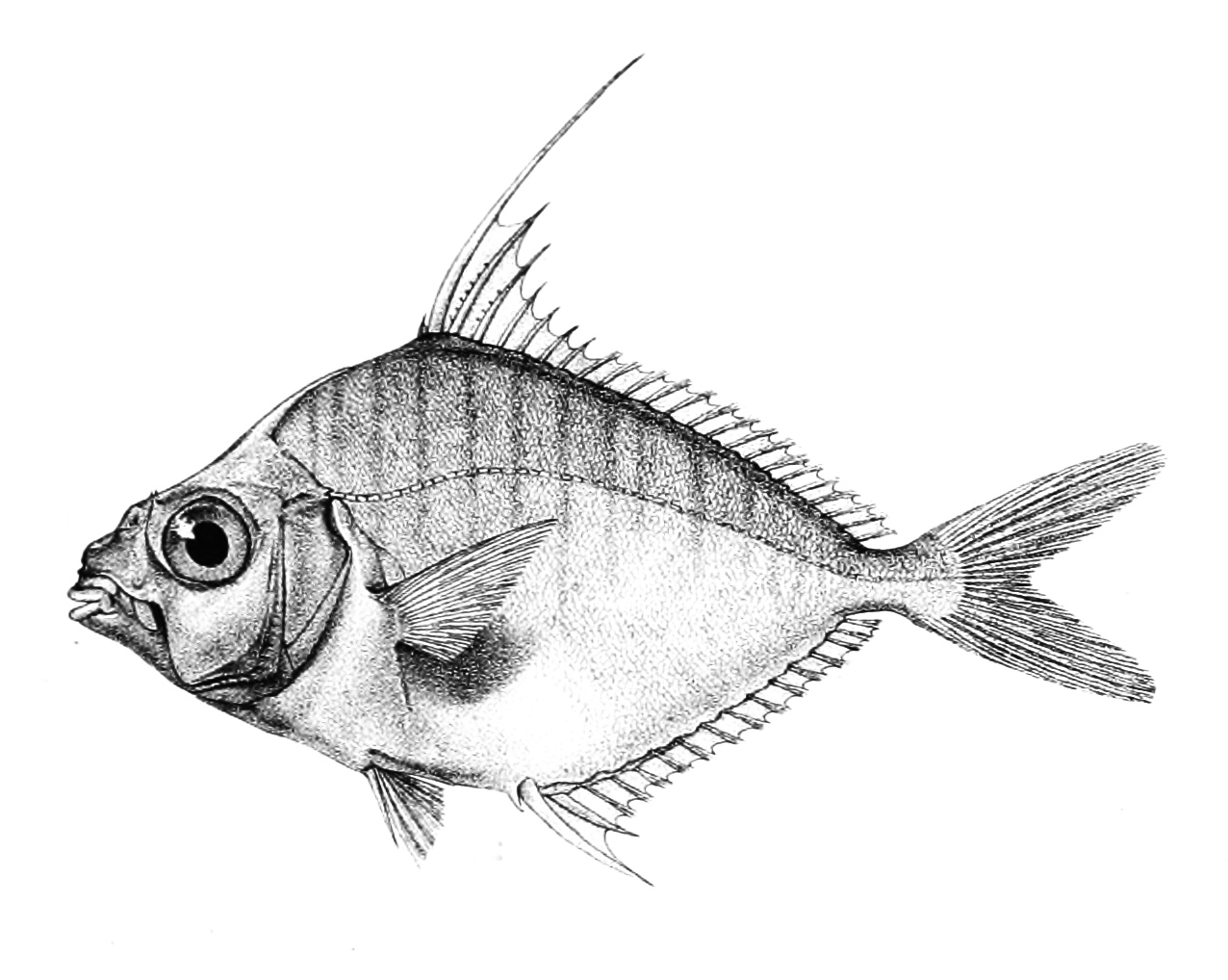
Equula fasciata

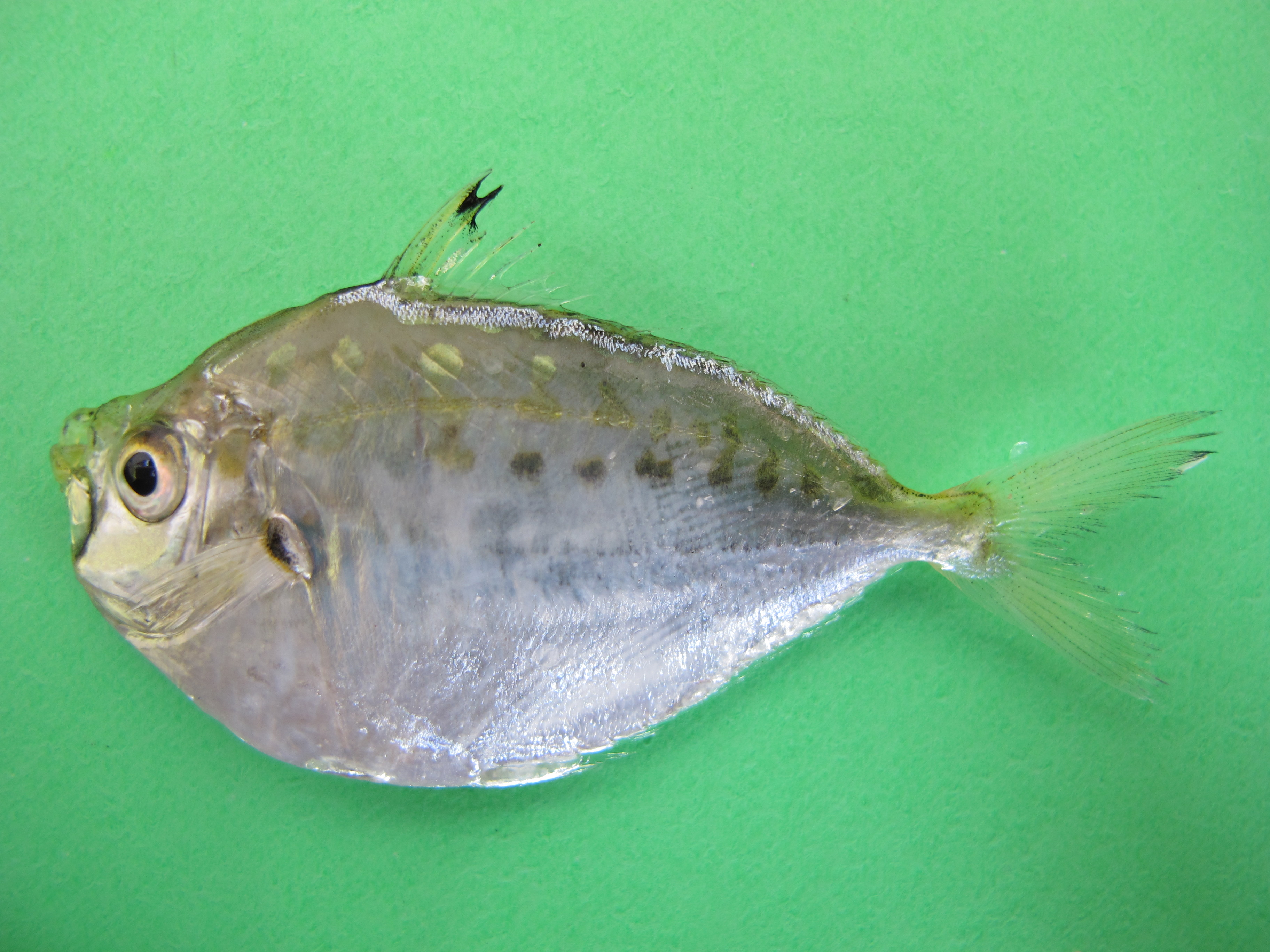
Secutor ruconius

## Распространение и места обитания
Распространены в Индо-Тихоокеанской области, один вид через Суэцкий канал проник в Средиземное море. Морские рыбы, некоторые виды заходят в эстуарии и даже в пресную воду. Обитают в прибрежных водах на глубине от 0,5 до 160 м. У более глубоководных видов отмечены суточные вертикальные миграции, рыбы в ночные часы поднимаются из придонных слоёв воды в средние. Молодь питается зоопланктоном и фитопланктоном. Взрослые особи переходят на питание донными беспозвоночными. Представители рода Gazza имеют клыкообразные зубы и питаются мелкими рыбами и креветками. У представителей рода Secutor выдвижной рот направлен вверх, поэтому в их рационе преобладают планктонные организмы. Все представители семейства являются короткоживущими организмами, и продолжительность жизни не превышает 1—2 года.

## Классификация
В составе семейства выделяют 10 родов и 51 вид:
- Aurigequula Fowler, 1918
- Equulites Fowler, 1904
- Eubleekeria Fowler, 1904
- Gazza Rüppell, 1835 — Газзы
- Karalla Chakrabarty & Sparks, 2008
- Leiognathus Lacépède, 1802 — Сребробрюшки, или лиогнаты
- Nuchequula Whitley, 1932
- Photolateralis Sparks & Chakrabarty, 2015[7]
- Photopectoralis Sparks, Dunlap & W. L. Smith, 2005
- Secutor Gistel, 1848 — Такуанды, или секуторы

Классификация семейства до конца не устоялась. Предлагается выделить в составе семейства два подсемейства: Leiognathinae с тремя родами и Gazzinae с семью родами.